# Marija Eker-Manolić
Marija Eker-Manolić (Bjelovar, 1921. – Zagreb, 15. travnja 2003.) bila je sudionica NOB-a, zatočenica koncentracijskog logora Stara Gradiška, novinarka i prevoditeljica te prva supruga političara i obavještajca Josipa Manolića.

## Djetinjstvo i mladost
Marija Eker rođena je 1921. godine u Bjelovaru, u obrtničkoj obitelji Štefanije i Juliusa Ekera, otac joj je imao postolarsku radionicu, dok se majka bila kućanica koja se bavila šivanjem. Otac, Julius Eker, tijekom 1920-ih i 1930-ih godina aktivirao se u političkom i društvenom životu Bjelovara, u lijevom krilu HSS-a, te je potajno simpatizirao komuniste, čiji je rad u Kraljevini Jugoslaviji bio zabranjen i pod prismotrom policije, ali je ipak tijekom 1935. bio primljen u KPH.

## Drugi svjetski rat
U rodnom je gradu završila pučku (osnovnu) školu i realnu gimnaziju, da bi unatoč interesu za strane jezike (francuski i njemački) 1939. upisala studij medicine na Madicinskom fakultetu Sveučilišta u Zagrebu, u je završetku prekinulo izbijanje rata. Tijekom studija u Zagrebu, Eker se aktivirala među sveučilištarcima bliskima SKOJ-u, te ju zatječe početak Drugoga svjetskog rata, okupacija Kraljevine Jugoslavije i uspostava NDH. Odmah po dolasku nove vlasti, ustaše su joj uhitile oca, Julijusa Ekera, te je sproveden u logor Danicu, kraj Koprivnice, odakle je na intervenciju ipak pušten. Marija se priključila ilegalnom radu među sveučilištarcima koji je u Zagrebu organizirala grupa okupljena oko Ivana Krajačića Steve, te tu dolazi u prvi doticaj s Manolićem.
Ubrzo redarstvene jedinice novih vlasti NDH u gradu Bjelovaru uhićuju grupu Sveučilištarki i ilegalnih aktivistica SKOJ-a, Mariju Eker, zatim Emiliju Holik, te Desanku Milojević i Stojanku Milojević, koje su prema upravnom aktu za sprovođenje, kojeg je izdalo Gradsko redarstvo za Bjelovar, 25. lipnja 1941., Eker je bila osumnjičena kao pripadnica grupe "komunistkinja i propagatorki komunizma", te su sprovedene u logor Danica, gdje su bile prve žene u logoru.

Tijekom ljeta 1941. sestre Milojević internirane su za Srbiju, dr. Holik je puštena, dok je Marija Eker proživjela velike patnje, da bi prilikom jedne racije, ujesen 1941., bila uhićena zbog komunističke aktivnosti, te sprovedena koncentracijske logore u NDH, prvo u logor Danicu, zatim Jasku, Gospić, pa u zatvor na Savskoj cesti u Zagrebu, gdje je kao taotkinja trebala biti pogubljena za odmazdu, ali je ipak bila upućena u koncentracijski logor Jasenovac, odakle je dalje prebačena u logor Stara Gradiška. U međuvremenu joj je 1942. u koncentracijskom logoru Jasenovac ubijen otac Julijus Eker, a majka Štefanija Eker (1897. – 1955.) je iz Bjelovara nastavila s ilegalnim radom za potrebe Narodnooslobodilačkog pokreta NOP, te je potom i ona bila uhićena, sprovedena u logor u Staroj Gradiški, na čijem se čelu ženskog odjela nalazio Ante Vrban, da bi je odatle ipak pustili i stavili na listu za razmijenu zajedno sa skupinomi na čelu s Andrijom Hebrangom, te se njezino ime spominjalo u kasnijem procesu protiv Hebranga iz 1948. S druge strane Mariju Eker su vlasti NDH iz logora u Staroj Gradiški, početkom 1943., po oružnicima sproveli nazad u Bjelovar, gdje joj je ponuđeno puštanje na slobodu ako dragovoljno pristane na odlazak na prisilni rad u radne logore u Njemačku. U svojoj knjizi Politika i domovina, Josip Manolić o tim događajima i susretima s Hebrangom i Štefanijom Eker te saznanjima o daljnjoj sudbini Marije Eker iznosi sljedeće: 
„Za mene je susret s Hebrangom bio važan i zato što je na listi ustaških vlasti za razmjenu bila i moja punica Štefica Eker. Htio sam saznati neke vijesti o hapšenju njezine kćeri, moje tadašnje djevojke i buduće supruge, koja se prvotno nalazila u ustaškom logoru „Danica“ u Koprivnici, a poslije bila prebačena u logor u Gradišci. Hebrang nije, međutim, imao te informacije. Prve vijesti o tim događajima dobio sam tek u Glavnom štabu, kad je tamo dospjela i Štefica Eker s drugom grupom razmijenjenih aktivista. Štefica mi je ispričala kako je njezin brat Franjo Trgovac, imućni bjelovarski obrtnik, ujak moje buduće žene Marije, uspio potkupiti ustaške vlasti u logoru u Staroj Gradiški koji su je uputili u njemački radni logor u Austriji i zapravo je tako spasili. Te su me vijesti oraspoložile, smirile, vratile mi dašak sjećanja u djetinjstvo, Orlovac i Bjelovar. Sudbina je htjela da Marija Eker u austrijskom logoru ostane sve do 1945., zapravo sve do oslobođenja njemačkog radnog logora od strane Crvene armije.“

Pri kraju rata, kako su snage Crvene armije, u travnju 1945., već ušle u Austriju, Marija Eker je oslobođena i vratila se nazad u Jugoslaviju. Nakon povratka iz njemačkog zarobljeništva Eker se udaje za Josipa Manolića, tada načelnika opunomoćstva Ozne za Bjelovar, te su do 1946. živjeli u Bjelovaru, o događajima iz tog vremena Manolić u svojoj knjizi Politika i domovina iznosi sljedeće: 
„Moj povratak u Bjelovar nije bio motiviran samo službenom obvezom. Još tijekom rata održavao sam vezu sa svojom budućom suprugom Marijom Ekrer. Oženio sam se 13. svibnja 1945. u matičnom uredu u Bjelovaru. Tog dana zbog dolaska Tita u Zagreb bio sam na osiguranju dionice puta od Kutine do Ivanić-Grada pa sam zbog tih obveza zakasnio na vlastitu svadbu. Kum na svadbi trebao je biti moj ratni drug dr. Pavle Gregorić, ali se on nije pojavio zbog protokolarnih obveza oko Titova dolaska. Bio sam prisiljen pronaći novoga kuma neposredno prije početka ceremonije vjenčanja. Tu obvezu preuzeo je također moj ratni drug, Zdenko Svete, a drugi je kum bio Žan Lupret, čovjek koji me je primio u KPJ i znatno utjecao na moje političko formiranje.“

## Karijera u socijalističkoj Jugoslaviji
Nakon Manolićevog premještaja u središnjicu Ozne u Zagrebu, cijela se obitelj zatim doselila u Zagreb, gdje prvo vrijeme žive u stanu na Jabukovcu, gdje Eker-Manolić dovodi i svoju majku Štefaniju, koja je kao zaslužna borkinja NOP-a bila imenovana za tajnicu jednog poduzeća u Ilici, u Zagrebu, odakle 1951. odlazi u mirovinu, te umire u Zagrebu 6. veljače 1955. godine. S druge strane, Marija Eker-Manolić nakon rata dobiva posao na Radio Zagrebu, gdje radi u novinarstvu, te je dolaskom Jove Ugrčića, koji je doveo i Simu Dubajića na Radio, Eker bila urednica redakcije za obrazovne emisije na Radio Zagrebu, do 1965., kada odlazi s Radio-televizije Zagreb. Tijekom 1964., obitelj Manolić se s Jabukovca preselila u novi stan u Nazorovoj ulici, u zagrebačkom naselju Pantovčak.

## Kraj karijere i smrt
Nakon odlaska s radija, zajedno s Vjerom Svete, suprugom Manolićeva kolege Zdenka Svete, radi u nakladnim kućama Alfa, Mladost i dr., gdje se uglavnom bavila prevođenjem knjiga s engleskog, francuskog i njemačkog jezika. Nakon sloma Hrvatskog proljeća i suprugova umirovljenja 1972. godine, cijela se obitelj počela baviti uzgojem gljiva, koje su prodavali restoranima u Zagrebu, kao i na obližnjim tržnicama. Demokratskim promjenama pratila je supruga u njegovom angažmanu u aktivnostima osnivanja HDZ-a i kasnije u stvaranju suverene i neovisne RH, ali se nije priključila HDZ-u.
Tragično je preminula u Zagrebu, 15. travnja 2003. godine, kada je došlo do požara u prostoriji u kojoj je boravila, a u kojoj je nehotično ostavljen otvoreni žar cigarete zapalio krevet. Do dolaska jedinice hitne pomoći od zadobivenih je ozljeda preminula. Pokopana je na gradskom groblju Mirogoj, u Zagrebu.